# Pirttirivier
Pirttirivier (Zweeds – Fins: Pirttijoki) is een rivier annex beek, die stroomt in de Zweedse  gemeente Övertorneå. De rivier ontwatert het Pirttijärvi en stroomt samen met de Veneauttonrivier. Samen monden ze uit in de Takarivier.
Afwatering: Pirttirivier → Takarivier →  Puostirivier → Torne → Botnische Golf